# Chōriki Sentai Ohranger
Chōriki Sentai Ohranger (超力戦隊オーレンジャー Chōriki Sentai Ōrenjā?) (traducido como Escuadrón Súper-energizado Ohranger) es la 19.ª temporada de la franquicia Super Sentai Series producida por Toei Company y emitida en TV Asahi del 3 de marzo de 1995 al 23 de febrero de 1996, constando de 48 episodios. 

## Argumento
Hace 600 millones de años, una civilización de Pangea creó un robot llamado Bacchus Wrath que se volvió contra sus creadores. El King Ranger derrotó a Bacchus Wrath y lo expulsó de la Tierra. En el año 1999, Bacchus Wrath regresó como el gobernador del Imperio Baranoia, con la intención de borrar toda vida humana y establecer el gobierno de las máquinas. El Consejero Jefe Miura revivió unas super energías que habían nacido a partir de la civilización perdida de Pangea, y ensamblando trozos de un plato de piedra que había descubierto tres años antes, se revelaron los secretos del "Súper Poder". Miura construyó una pirámide para generar poder Tetraedro para permitir que cinco oficiales de la organización militar U.A.O.H. se transformaran en los Ohranger.

## Personajes

### Ohranger
Los Ohranger son un grupo de cinco soldados de la Fuerza de Defensa Internacional transferida a la U.A.O.H. (United Airforce Overtech Hardware, Fuerza Aérea Unida de Hardware Overtech) para luchar contra el Imperio de las Máquinas Baranoia. Originalmente eran humanos normales hasta que se alteró su química corporal para utilizar el Chōriki (超力?), una forma de energía que utilizaba una antigua civilización que data de la época en que los continentes estaban unidos en Pangea.
- Gorō Hoshino (星野 吾郎 Hoshino Gorō?)/Oh Red (オーレッド Ō Reddo?): Tiene 25 años. Es un experimentado piloto y el capitán del equipo UAOH. Es el primero que recibe sus poderes. Es una persona de mente rápida y fría, aunque su terquedad suele traerle a él y sus compañeros muchos problemas a veces. Es experto en karate, kendo y judo, y los demás le llaman "capitán".
- Shōhei Yokkaichi (四日市 昌平 Yokkaichi Shōhei?)/Oh Green (オーグリーン Ō Gurīn?): Tiene 27 años. Fue elegido de la misma división que Hoshino. Es alegre, amable y popular entre los niños, pero también es serio y disciplinado en el trabajo, al ser el mayor. Le encanta el ramen de cerdo y prepara deliciosas bolas de gyōza.
- Yūji Mita (三田 祐司 Mita Yūji?)/Oh Blue (オーブルー Ō Burū?): Tiene 21 años. Es una persona ligera, experto en esgrima y gimnasia. Su osadía le hace el más infantil en el equipo junto con su forma de hablar. Yūji utiliza tácticas de lucha con saltos en el aire.
- Juri Nijō (二条 樹里 Nijō Juri?)/Oh Yellow (オーイエロー Ō Ierō?): Tiene 22 años. Utiliza las artes marciales que investigó en Estados Unidos, pero también le gusta el baile y el aerobic, que utiliza en batalla con grandes resultados. También le encanta la moda.
- Momo Maruo (丸尾 桃 Maruo Momo?)/Oh Pink (オーピンク Ō Pinku?): Tiene 20 años, y es la más joven del equipo. Utiliza el boxeo chino y el aikido.
- Riki (リキ Riki?)/King Ranger (キングレンジャー Kingu Renjā?): Es un legendario guerrero infantil de Pangea, protector de Dorin. Con el King Bracer se transforma en el King Ranger. Tras perseguir a Bacchus Wrath desde la Tierra hace 600 millones de años, Riki entró en animación suspendida dentro del King Pyramider hasta su regreso a la Tierra. Después sale en busca de Bacchus Wrath, conociendo a los Ohranger y ayudándoles desde entonces.

### Aliados
- Concejal Jefe Naoyuki Miura (三浦 尚之 Miura Naoyuki?): Es el comandante de los Ohranger, un líder dedicado que se niega a rendirse sin importar las circunstancias. También es antropólogo y científico. Descubrió la antigua civilización de Pangea en 1996 e investigó por ingeniería inversa el Chōriki para crear el arsenal y mechas de los Ohranger para usarlos cuando fueran necesarios.
- Dorin (ドリン Dorin?): Es una niña de Pangea que encontraron durmiendo dentro del King Pyramider. Riki recibe el encargo de cuidar de ella. Tiene un lagarto verde de mascota llamado Paku (パク Paku?).
- Gunmazin (ガンマジン Ganmajin?): Es un guerrero ancestral conocido por su honor y coraje. Aprisionado en la forma de un pequeño tiki, la única forma de liberar su poder es colocar una llave en su frente y recitando las palabras mágicas "Gunma Gunma Dondoko Gunma" (ガンマガンマ ドンドコガンマ Ganma Ganma Dondoko Ganma?). Por alguna razón las llaves siempre acaban en manos de niños, que conocen las palabras mágicas tras oirlas. Cuando se despierta, Gunmazin concederá un solo deseo a su descubridor siempre que no suponga daño a nadie. Hay veces en las que simplemente no le gusta el deseo y se niega a concederlo, o castiga a quien le despierta por mentirle.

### Arsenal
- Power Brace (パワーブレス Pawā Buresu?): El dispositivo de transformación de los Ohranger. Consta de dos piezas, una en cada muñeca. En la pieza derecha se encuentra un Storage Crystal (ストレージクリスタル Sutorēji Kurisutaru?), la fuente de energía de los Ohranger. La pieza izquierda funciona como dispositivo de comunicación para contactar con la base de la U.A.O.H. y con los otros Ohranger. La transformación se realiza con la orden "¡Transformación Chōriki!" (超力変身！ Chōriki Henshin!?) y juntando los brazaletes.
- King Smasher (キングスマッシャー Kingu Sumasshā?): Combinación del King Blaster y el Battle Stick.
  - King Blaster (キングブラスター Kingu Burasutā?): Pistolas láser básicas de los Ohranger. Se pueden combinar con sus otras armas variadas para aumentar su poder.
  - Battle Sticks (バトルスティック Batoru Sutikku?): Armas básicas con forma de espada.
- Big Bang Buster (ビッグバンバスター Biggu Ban Basutā?): Una combinación especial de las cinco armas principales de los Ohranger y un King Smasher. 
  - Star Riser (スターライザー Sutā Raizā?): Una poderosa espada que lleva Oh Red.
  - Square Crushers (スクエアクラッシャー, Sukuea Kurasshā?): Un par de poderosas hachas que lleva Oh Green.
  - Delta Tonfas (デルタトンファ Deruta Tonfa?): Un par de tonfas afiladas que lleva Oh Blue.
  - Twin Baton (ツインバトン Tsuin Baton?): Un par de nunchakus que lleva Oh Yellow.
  - Circle Defenser (サークルディフェンサー Sākuru Difensā?): Escudo que lleva Oh Pink.
- Giant Roller (ジャイアントローラー Jaianto Rōrā?): Una rueda gigante guardada dentro de Sky Phoenix que usa Oh Red para destruir monstruos a tamaño normal.
- Olé Bazooka (オーレバズーカ Ōre Bazūka?): Un cañón cargado con los Hyper Storage Crystals (ハイパーストレージクリスタル Haipā Sutorēji Kurisutaru?) que se usa como ataque definitivo.
- King Brace (キングブレス Kingu Buresu?): El dispositivo de transformación de King Ranger que sirvió de base para los Power Brace de los Ohranger. Se diferencia de estos por el color dorado del primero, mientras los segundos son plateados. Además, el Storage Crystal del King Brace tiene forma del kana Ō (王?), que significa "rey" ("King").
- King Stick (キングスティック Kingu Sutikku?): Un báculo que Riki recibió de Dorin a su llegada.
- Thunder Wings (サンダーウィング Sandā Wingu?): Jets de combate de la fuerza aérea que pilotan los miembros de la UAOH.
- Jetter Machines (ジェッターマシン Jettā Mashin?): Cinco motocicletas que sirven como medio de transporte personal de los Ohranger. Se guardan en los Thunder Wings hasta que sean necesarios.
  - Red Jetter (レッドジェッター Reddo Jettā?): La motocicleta de Oh Red.
  - Green Jetter (グリーンジェッター Gurīn Jettā?): La motocicleta de Oh Green.
  - Blue Jetter (ブルージェッター Burū Jettā?): La motocicleta de Oh Blue.
  - Yellow Jetter (イエロージェッター Ierō Jettā?): La motocicleta de Oh Yellow.
  - Pink Jetter (ピンクジェッター Pinku Jettā?): La motocicleta de Oh Pink.

### Mechas
- Ohranger Robo (オーレンジャーロボ Ōrenjā Robo?): Es un robot único por sus cascos intercambiables, uno perteneciente a cada uno de los mechas individuales que lo forman, y cada uno con un poder exclusivo. Cuando cambia el casco, asume la posición central en la cabina de control el Ohranger correspondiente a la pieza de la que procede el casco.
  - Sky Phoenix (スカイフェニックス Sukai Fenikkusu?): Pilotado por Oh Red, está basado en el fénix. Forma la cabeza de Ohranger Robo e invoca el modo Wing Head (ウィングヘッド Wingu Heddo?).
  - Gran Taurus (グランタウラス Guran Taurasu?): Pilotado por Oh Green, está basado en el toro de Cólquide. Remolca a Dogu Lander. Forma el tronco de Ohranger Robo e invoca el modo Horn Head (ホーンヘッド Hōn Heddo?).
  - Dash Leon (ダッシュレオン Dasshu Reon?): Pilotado por Oh Blue, está basado en la esfinge. Remolca a Moa Roader. Forma los brazos e invoca el modo Graviton Head (グラビトンヘッド Gurabiton Heddo?).
  - Dogu Lander (ドグランダー Dogu Randā?): Pilotado por Oh Yellow, está basado en el dogū. Forma el pie izquierdo, e invoca el modo Vulcan Head (バルカンヘッド Barukan Heddo?).
  - Moa Roader (モアローダー Moa Rōdā?): Pilotado por Oh Pink, está basado en el moái. Forma el pie derecho e invoca el modo Cannon Head (キャノンヘッド Kyanon Heddo?).
- Red Puncher (レッドパンチャー Reddo Panchā?): Fue el primer mecha que construyó la UAOH, antes de la invasión de Baranoia en 1997. Cuando comenzó la invasión, lo pilotaba un soldado de UAOH llamado Kinosuke. Sin embargo, al no poder controlarlo, Kinosuke murió, y el Red Puncher fue enterrado bajo rocas debido a su furia berserker. Cuando uno de los monstruos dañó el Ohranger Robo, Gorō encontró el sitio donde habían enterrado el Red Puncher y logró hacerse con su control.
- Buster Ohranger Robo (バスターオーレンジャーロボ Basutā Ōrenjā Robo?): Es la combinación del Ohranger Robo y el Red Puncher. Puede usar dos grandes cañones en los hombros para destruir a los monstruos.
- King Pyramider (キングピラミッダー Kingu Piramiddā?): Es el mecha de King Ranger, donde han vivido durante milenios Riki y Dori en animación suspendida. Es una pirámide inmensa que puede ocultarse hasta que la invoca King Ranger. Muestra su verdadero poder al pasar a los modos Carrier Formation (キャリアフォーメーション Kyaria Fōmēshon?) o Battle Formation (バトルフォーメーション Batoru Fōmēshon?), y puede transportar a varios de los otros mechas.
- Oh Blocker (オーブロッカー Ō Burokkā?): Robot formado a partir de la combinación de los cinco Blocker Robos. Cada uno de los Blocker Robos tiene la forma del visor del casco de su correspondiente Ohranger y tienen versiones gigantes de las armas que estos usan normalmente.
  - Red Blocker (レッドブロッカー Reddo Burokkā?): Con forma de estrella, lo pilota Oh Red. Forma el tronco de Oh Blocker.
  - Green Blocker (グリーンブロッカー Gurīn Burokkā?): Con forma de cuadrado, lo pilota Oh Green. Forma las pantorrillas de Oh Blocker.
  - Blue Blocker (ブルーブロッカー Burū Burokkā?): Con forma de triángulo, lo pilota Oh Blue. Forma la cintura y muslos de Oh Blocker.
  - Yellow Blocker (イエローブロッカー Ierō Burokkā?): Con forma de signo igual, lo pilota Oh Yellow. Forma la cabeza, hombros y brazos de Oh Blocker.
  - Pink Blocker (ピンクブロッカー Pinku Burokkā?): Con forma de círculo, lo pilota Oh Pink. Forma los pies de Oh Blocker.
- Tackle Boy (タックルボーイ Takkuru Bōi?): Es un robot con forma de jugador de rugby, bastante más pequeño que los otros robots. Tiene inteligencia artificial, y puede adoptar la forma de una enorme rueda que puede lanzar Oh Blocker.

### Imperio de las Máquinas Baranoia
Fundado por Bacchus Wrath, son una cruel raza de máquinas que conquistaron una cadena entera de galaxias antes de alcanzar la Tierra en 1997. Tras dos años de planificaciones, Baranoia comienza su ataque a la Tierra poniendo el objetivo en las principales ciudades de todo el planeta, mientras demanda a los gobiernos de la Tierra que entreguen todo su suministro de comida y a la mitad de la humanidad como esclavos. Sin embargo, se decide a tomar el planeta por la fuerza cuando no responden a sus demandas. Los Ohrangers detienen su primer ataque, y así, Baranoia decide enfocar su invasión en Japón antes de conquistar el resto de la Tierra.
- Emperador Bacchus Wrath (皇帝バッカスフンド Kōtei Bakkasu hundo?): Es el gobernador de Baranoia. Le construyó hace 600 millones de años la antigua civilización de Pangea. Se volvió malvado y King Ranger le exilió a las profundidades del espacio exterior. Se ve a sí mismo como un dios, y piensa que tiene todo el derecho de conquistar el mundo y convertir a los humanos en sus esclavos. Es muy violento, y tiende a funcionar mal cuando se enfurece. No tolera los fallos ni el sentimentalismo en la programación de sus huestes. En cierto punto, se mete él mismo en batalla creciendo a tamaño gigante y luchando contra Oh Blocker, pero este le destruye. Sin embargo, su cabeza sobrevive, y le entrega el resto de su energía a Buldont, para apagarse definitivamente.
- Emperatriz Hysteria (皇妃ヒステリア Kōhi Hisuteria?): Es la esposa de Bacchus Wrath. Suele quedarse en el palacio trazando planes con su marido, aunque a veces baja a la Tierra. Suele llevar un abanico de metal y también una pistola. Al principio odia a los humanos por sus sentimientos, pero comienza a dar valor a la vida después de que Bomber el Grande asume el mando. El color de su cuerpo cambió de dorado a plateado cuando le dio toda su energía a su sobrina Multiwa. Como resultado, envejeció y tuvo que usar lo que quedaba del báculo de su marido como bastón.
- Príncipe Buldont (皇子ブルドント Ōji Burudonto?)/Kaiser Buldont (カイザーブルドント Kaizā Burudonto?): Es el hijo de Bacchus Wrath, y básicamente es un niño robótico. Malicioso y mimado, ve a los humanos como simples juguetes. Puede disparar rayos láser por los ojos. Tras la muerte de su padre, desafió a Bomber el Grande a un duelo, y perdió, con lo que su madre se llevó su cuerpo con ella al exilio. Sin embargo, tras encontrar la cabeza de su padre y recibir su energía, se reconfiguró en la forma adulta de Kaiser Buldont. Tras regresar a Baranoia y destruir a Bomber, recuperó el liderazgo del imperio.
- Princesa Multiwa (マルチーワ姫 Maruchīwa Hime?): Es sobrina de Hysteria y prima de Buldont. Lleva un arco que puede convertirse en espada. Cuando Bacchundshund revivió a Buldont, Hysteria decidió hacer lo mismo y envió su energía de 600 millones de años a Multiwa, que estaba durmiendo en otro planeta esperando el día en que se convertiría en emperatriz. Al recibir la energía de su tía junto a una petición de socorro, se dirigió a la Tierra, interrumpiendo la batalla entre Bomber y los Ohranger. Se casó con Buldont cuando este se convirtió en el nuevo emperador.
- Bomber el Grande (ボンバー・ザ・グレート Bonbā za Gurēto?): Era simplemente una de las Machine Beasts de Baranoia, con la capacidad de convertir su cuerpo en un misil. Fue exiliado después de un intento fallido de hacerse con el poder, y regresó cuando se enteró de la muerte de Bacchus Wrath para intentarlo otra vez, esta vez intentando ocupar el trono vacío. Tras revisar la Constitución Baranoiana, según el artículo 12, Bomber desafió a Buldont a un duelo por el imperio que ganó, y destruyó a Buldont, proclamándose a sí mismo  "Bomber I el Grande, nuevo Emperador de Baranoia". Al principio hizo lo que pudo en sus labores como líder, intentando ganarse el corazón de Hysteria y matar a los Ohranger, pero fracasó continuamente en ambos aspectos, decidiendo finalmente mandar al exilio a Hysteria. Kaiser Buldont regresó para recuperar sus derechos de nacimiento al trono, y Multiwa se hizo con el control de Bomber reprogramándole y enviándole a una misión suicida contra los Ohranger, quienes le destruyeron.
- Mayordomo Acha (執事アチャ Shitsuji Acha?): Es el mayordomo de la familia imperial de Baranoia, y sigue a cualquiera que esté en el mando. Sin embargo, no recibe ningún respeto por su trabajo, e incluso la familia imperial suele abusar de él a veces. Cuando Bomber se hizo con el mando, simplemente se olvidó de Hysteria y le sirvió a él. Cuando regresó Buldont, ocurrió lo mismo, olvidándose de Bomber.
- Mayordomo Kocha (執事コチャ Shitsuji Kocha?): Es un robot en miniatura que sirve a la familia junto a Acha, siempre en el hombro de este como un loro de pirata. Aunque no tiene mucho empaque por su tamaño, puede disparar rayos por su pecho. Se le instaló el dispositivo gigante, lo que le permite convertirse en un martillo que Acha lanza a una Machine Beast para lanzarle un rayo que le haga crecer.
- Barlo Soldiers (バーロ兵 Bāro Hei?): Soldados de campo de Baranoia, se trata de tropas de androides producidas en masa. Sus movimientos y comportamiento en general recuerdan a monos. Tienen palos que pueden usar en batalla, y lanzas que producen choques eléctricos, y sus cabezas se puden abrir y lanzar discos afilados o redes por la boca, y rayos por los ojos.

## Episodios
1. ¡¡Invasión!! 1999 (襲来！！1999 Shūrai!! Ichi Kyū Kyū Kyū?)
2. ¡¡Uníos!! El Chōriki Sentai (集結！！超力戦隊 Shūketsu!! Chōriki Sentai?)
3. ¡¡Crisis!! El secreto del Chōriki (危機！！超力の秘密 Kiki!! Chōriki no Himitsu?)
4. ¡¡Grotesco!! Papá Hombre de Hierro (怪奇！！鉄人パパ Kaiki!! Tetsujin Papa?)
5. ¡¡Amor violento!! Los hermanos de la llama (激愛！！炎の兄弟 Geki Ai!! Honō no Kyōdai?)
6. El enemigo formidable, la máquina cerebral (強敵 頭脳マシン Kyōteki Zunō Mashin?)
7. ¡¡Completado!! El robot súper energizado (完成！！超力ロボ Kansei!! Chōriki Robo?)
8. ¡¡Choque!! Una batalla súper gigante (激突！！超巨大戦 Gekitotsu!! Chō Kyodai Sen?)
9. ¡¡De repente!! Un traidor (突然！！裏切り者 Totsuzen!! Uragirimono?)
10. ¡¡Está aquí!! Es un ladrón (参上！！泥棒だヨン Sanjō!! Dorobō Dayon?)
11. ¡¡Sumisión!! El refrigerador del amor (服従！！愛の冷蔵庫 Fukujū!! Ai no Reizōko?)
12. ¡¡Explosión!! Un bebé (爆発!!赤ちゃん Bakuhatsu!! Akachan?)
13. ¡¡Ilusiones!! El perro de los dioses (幻想！！神様の犬 Gensō!! Kamisama no Inu?)
14. Amo a Pinocho (大好きピノキオ Daisuki Pinokio?)
15. ¡¡Oh, amigo!! ¡¡Duerme con orgullo!! (友よ！！熱く眠れ！！ Tomo yo!! Atsuku Nemure?)
16. ¡¡Malo!! El niño del futuro (腕白！！未来っ子 Wanpaku!! Miraikko?)
17. ¡¡Saqueo!! El brazalete de transformación (強奪！！変身ブレス Gōdatsu!!Henshin Buresu?)
18. El extraño amor de papá (父の異常な愛情 Chichi no Ijō na Aijō?)
19. El impacto rojo del nuevo robot (新ロボ赤い衝撃 Shin Robo Akai Shōgeki?)
20. 100 explosiones del puño de hierro (鉄拳100連発 Tekken Hyaku Renpatsu?)
21. El balero que invoca tormentas (嵐を呼ぶケン玉 Arashi o Yobu Kendama?)
22. ¡¡La orden de fusión clasificada!! (合体㊙指令！！ Gattai Maruhi Shirei!!?)
23. El traje de baño final... (最後の水着… Saigo no Mizugi...?)
24. ¡¡El hombre nostálgico que ríe!! (笑う懐かし男！！ Warau Natsukashi Otoko!!?)
25. El festival del concurso de un disparo (お祭り一発勝負 Omatsuri Ippatsu Shōbu?)
26. El niño guerrero de 600 millones de años de edad (6億歳少年戦士 Roku Oku Sai Shōnen Senshi?)
27. La galante entrada del rey (キング颯爽登場 Kingu Sassō Tōjō?)
28. Mirad la fortaleza milagrosa (見よ奇跡の要塞 Miyo Kiseki no Yōsai?)
29. ¡Bailad! ¡¡La invasión de la academia!! (踊る!侵略塾！！ Odoru! Shinryaku-juku!!?)
30. La Tierra está estornudando (地球がグースカ Chikyū ga Gūsuka?)
31. Dieta servida a domicilio (宅配ダイエット Takuhai Daietto?)
32. La aterradora pesadilla de la escuela (学校の怖い悪夢 Gakkō no Kowai Akumu?)
33. El gran motín de los cinco robots (5大ロボ大暴れ Go Dai Robo Ō-abare?)
34. El desafío final del emperador (皇帝最後の挑戦 Kōtei Saigo no Chōsen?)
35. El tipo-bomba radical (過激な爆弾野郎 Kageki na Bakudan Yarō?)
36. ¡¡Un disparo directo con flatulencia!! (オナラに直撃！！ Onara ni Chokugeki!!?)
37. Soy Gunmajin (拙者ガンマジン Sessha Ganmajin?)
38. ¡Es duro ser un Majin! (魔神はつらいよ Majin wa Tsurai yo?)
39. El príncipe muere en un duelo (皇子決闘に死す Ōji Kettō ni Shisu?)
40. ¡Llegada! ¡La princesa misteriosa! (出現！謎の姫！ Shutsugen! Nazo no Hime!?)
41. ¡¡La pareja peligrosa!! (危険なふたり！！ Kiken na Futari!!?)
42. ¡¡El escuadrón de la ejecución pública!! (戦隊公開処刑！！ Sentai Kōkai Shokei!!?)
43. La carta de la victoria son siete cambios (切り札は七変化 Kirifuda wa Shichi Henge?)
44. ¡¡La belleza más fuerte de la Tierra (地上最強の美女 Chijō Saikyō no Bijo?)
45. ¡¡Destrucción!! La base súper energizada (壊滅！！超力基地 Kaimetsu!!Chōriki Kichi?)
46. ¡¡El último día de la Tierra!! (地球最期の日！！ Chikyū Saigo no Hi!!?)
47. ¡¡Levántate, brilla, revive!! (立て輝け蘇れ！！ Tate Kagayake Yomigaere!!?)
48. Los héroes del amor (愛の勇者たち Ai no Yūshatachi?)

## Película
- Chōriki Sentai Ohranger (超力戦隊オーレンジャー Chōriki Sentai Ōrenjā?): Estrenada el 15 de abril de 1995
- Chōriki Sentai Ohranger: Ohré vs. Kakuranger (超力戦隊オーレンジャー オーレVSカクレンジャー Chōriki Sentai Ōrenjā: Ōre tai Kakurenjā?): Especial para video que actúa como crossover entre Ohranger y su serie predecesora Ninja Sentai Kakuranger. Estrenada el 8 de marzo de 1996.

## Reparto
- Gorō Hoshino: Masaru Shishido
- Shōhei Yokkaichi: Kunio Masaoka
- Yūji Mita: Masashi Gōda
- Juri Nijō: Ayumi Asō
- Momo Maruo: Tamao Satō
- Riki: Shōji Yamaguchi
- Concejal Jefe Naoyuki Miura: Hiroshi Miyauchi
- Dorin: Risa Wada
- Gunmazin: Akira Kamiya
- Emperador Bacchus Wrath: Tōru Ōhira
- Emperatriz Hysteria: Minori Matsushima
- Príncipe Buldont: Tomokazu Seki
- Princesa Multiwa: Miho Yamada
- Bomber el Grande: Nobuyuki Hiyama
- Mayordomo Acha: Kaneta Kimotsuki
- Mayordomo Kocha: Shinobu Adachi
- Narrador: Nobuo Tanaka

## Temas musicales

### Tema de apertura
- ¡Olé! Ohranger (オーレ！オーレンジャー Ōre! Ōrenjā?)
  - Letra: Saburō Yatsude
  - Música: Yasuo Kosugi
  - Arreglos: Ryō Yonemitsu
  - Intérprete: Kentarō Hayami

### Temas de cierre
- Kinkyū Hasshin!! Ohranger (緊急発進!! オーレンジャー ¡¡Despegue de emergencia!! Ohranger?) (Episodios 1-47)
  - Letra: Saburō Yatsude
  - Música: Yasuo Kosugi
  - Arreglos: Saburō Makino
  - Intérprete: Kentarō Hayami

- Nijiiro Crystal Sky (虹色クリスタルスカイ Cielo cristalino de color arcoíris?) (Episodio 48)
  - Letra y música: Kyōko Kiya
  - Arreglos: Kyōda Seichi y Makoto Nagai
  - Intérprete: Kentarō Hayami